# Frank Lascelles

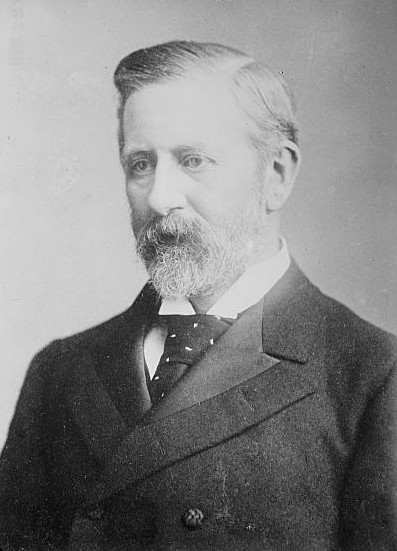
Frank Cavendish Lascelles

Sir Frank Cavendish Lascelles GCB, GCMG, GCVO, PC (* 23. März 1841 in London; † 2. Januar 1920 ebenda) war ein britischer Diplomat.

## Leben
Er diente als Botschafter in Russland und Deutschland.
Lascelles war der fünfte Sohn von Lady Caroline Georgiana und William Saunders Sebright Lascelles.
Er studierte an der Harrow School, bevor er 1861 in den auswärtigen Dienst eintrat.
Er wurde in Madrid, Paris, Rom, Washington, D.C. und in Athen beschäftigt.
Von 20. März bis 10. Oktober 1879 war er Generalkonsul in Ägypten, unter der Herrschaft von Ismail Pascha.
Von 1879 bis 1887 war Lascelles Generalkonsul in Sofia, Bulgarien, das als autonomes Fürstentum, aus dem Berliner Kongress 1878 entstanden war.
Von 1887 bis 1891 war Lascelles Gesandter in Bukarest, Rumänien.
Von 1891 bis 1894 war Lascelles Gesandter in Teheran, Persien, wo ihn seine Nichte Gertrude Bell besuchte.
Diese berichtete von einer Choleraepidemie im Sommer 1892 in Teheran.
Von 1894 bis 1895 war Lascelles Botschafter in Sankt Petersburg.
Von 1895 bis 1908 war Lascelles Botschafter in Berlin.
Während seiner Amtszeit in Berlin sandte Wilhelm II. die Krüger-Depesche.
Lascelles wurde 1886 KCMG, 1892 GCMG, 1897 GCB und 1904 GCVO.
1892 wurde er in den Privy Council aufgenommen.
1869 heiratete er Mary Lascelles Emma Olliffe (* 1845; † 1897).
Ihrer Kinder waren:
- William Frank Lascelles (* 21. März 1863; † 8. März 1913, heiratete Sybil Beauclerk)
- Gerald Claud Lascelles (* 19. Juli 1869; † 26. Juni 1919, heiratete Cecil Raffo)
- Florence Caroline Lascelles (* 27. Januar 1876; † 9. Dezember 1961, heiratete Sir Cecil Spring-Rice)

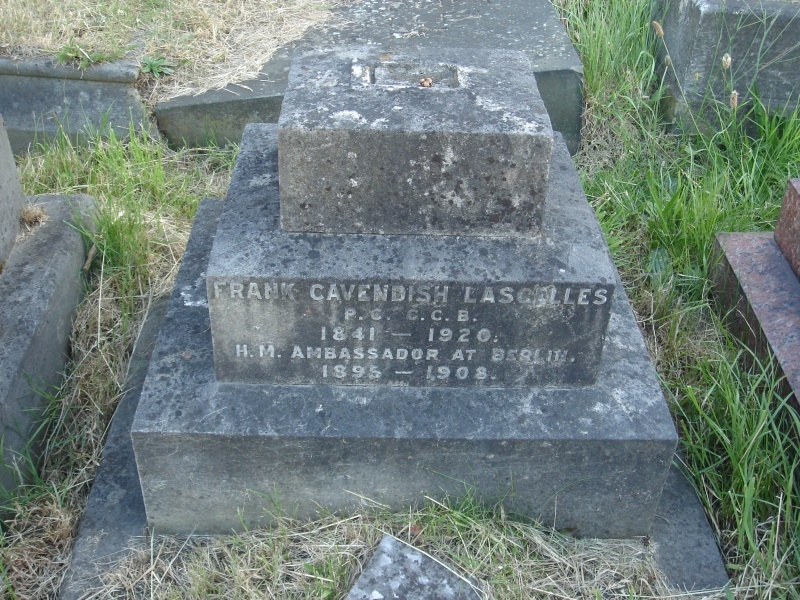
Frank Cavendish Lascelles im Brompton Cemetery, London begraben.